# Notre-Dame-des-Vignes de Lavaux
L’église Notre-Dame-de-Lavaux (route de la Corniche 18) est une église paroissiale catholique (1964) située à Cully sur le territoire de la commune vaudoise de Bourg-en-Lavaux.

## Histoire
Le projet dessiné dès 1957 par les architectes Paul-Louis Tardin et Fonso Boschetti a reçu de la Municipalité de Cully le permis de construire le 15 janvier 1963. Pose de la première pierre le 13 septembre 1964. Le chantier s'est achevé en 1965. L’édifice a été consacré par Mgr François Charrière, évêque de Lausanne, Genève et Fribourg, le 18 octobre 1965.

## Architecture
Le choix définitif de l'implantation de l’édifice est intervenu au printemps de l’année 1960, le programme architectural comprenant en outre quelques annexes. L'ensemble, situé au bas du vignoble, s’inscrit dans un terrain légèrement en pente. Au pied du clocher, près de la cure, un escalier extérieur donne accès à des espaces polyvalents situés en sous-sol .
L'église, de plan carré, est coiffée d'une toiture à quatre pans en béton armé formant un volume pyramidal dont le sommet, désaxé sur la verticale de l’autel, est ouvert à la lumière grâce à une verrière triangulaire.
L'église est inscrite au recensement architectural cantonal avec la note 2 : « Monument d’importance régionale » avec la mention « remarquable » pour son architecture pyramidale en béton. Cette structure lui donne une acoustique particulière, en faisant également un lieu de concert, notamment pour le festival Cully Classique.
Un porche donne accès tant à la chapelle qu’à l'église elle-même. Un espace réservé pour le baptistère est situé à l'opposé de celui dédié à la sacristie.
Sa structure inhabituelle et sa situation dans les vignes des « communaux » font que cette église est parfois surnommée « le Pressoir de Cully ».